# ریوبلانکو
ریوبلانکو (به اسپانیایی: Rioblanco) یک سکونتگاه مسکونی در کلمبیا است که در بخش تولیما واقع شده‌است.